# Ferrocarril Nacional de Honduras
El Ferrocarril Nacional de Honduras nació a mediados del siglo XIX, durante la llamada reforma liberal que abrió las puertas del país al comercio internacional y la modernización. Fue usado como medio de transporte masivo en aquellos tiempos, y significó un sueño de avance y desarrollo económico.   

## Historia

### Proyecto y contratación

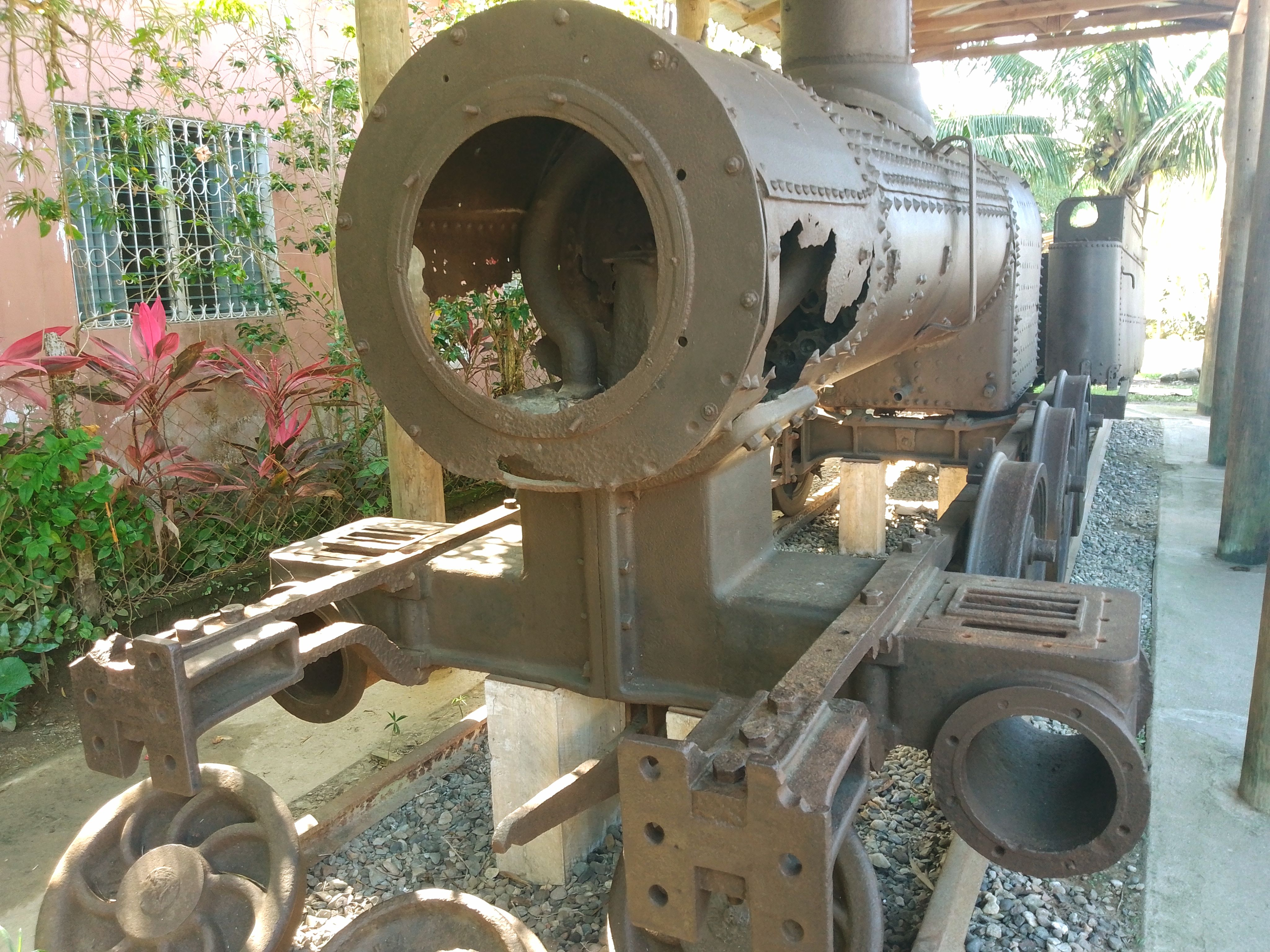
El tren más antiguo aun conservado en Honduras. Dicha locomotora data de finales del, esta en exposición en el museo de la Fortaleza de Omoa.

Desde mediados del siglo XIX, los gobernantes del recién conformado Estado de Honduras se planteaban la realización de un proyecto ferroviario que sería transporte para el gobierno y la población. 
El 23 de junio de 1853, siendo presidente el general José Trinidad Cabañas, firmó el primer contrato para la construcción de un ferrocarril que atravesase a Honduras de norte a sur. Y lo que valdría para el uso de puertos entre el Golfo de Fonseca, en el Océano Pacífico y las costas del Mar Caribe; a su vez el transporte de mercancías, como de migrantes. La idea estaba puesta sobre la mesa de conversaciones cuando se contrató a una compañía constructora estadounidense para la realización de la obra; pero, un golpe de Estado perpetrado por el General Juan López Aguirre, que apartaría al presidente Cabañas de la administración frustró tanto la idea como su continuidad. Más tarde, siendo ya el país una república, en 1868, y bajo la presidencia del General José María Medina, este intento continuar con el proyecto ferroviario nacional inter oceánico, el cual seguiría la siguiente ruta. "Iniciaría en Puerto Caballos (Puerto Cortés) y luego de atravesar el Llano de Sula (Valle de Sula) y cruzar el Río Ulúa, a la altura de la población de Santiago, continuaría por los márgenes del Río Humuya y llegaría hasta el valle de Comayagua, pasando por la ciudad colonial y capital de la nación y continuaría hacia el sur por la rivera del Río Goascorán para concluir en el Golfo de Fonseca". Para tal aventura, Medina se comunicó con el embajador plenipotenciario de Honduras en Europa, abogado Carlos Gutiérrez, quien junto, al de origen francés señor Jean Víctor Herrán se trasladaron a Inglaterra para sostener pláticas con el reino inglés y así financiar la obra mediante un préstamo.
La idea era similar a la de construir las vías férreas entre Puerto Cortés y el Golfo de Fonseca. En 1867, los representantes hondureños tuvieron éxito al contratar cuatro empréstitos. Los primeros dos fueron de la Casa Bischoffsheim y de la Casa Goldschmidt, situadas en la ciudad de Londres, las que pactaron entregar cuatro millones de Libras esterlinas, con un 10% de interés. El 20 de febrero de 1868, el presidente José María Medina firmó el Decreto gubernamental para la construcción del ferrocarril y para ello contrató al empresario estadounidense William Mcandlish y compañía para dicha obra y a quien el diplomático Carlos Gutiérrez afirmó haberle entregado cincuenta mil Libras esterlinas, en fecha 10 de noviembre de 1868. Es por ello que en fecha 18 de enero de 1869, el ingeniero Enrique O’Hagans arribaría a Omoa para realizar las operaciones de estudio territorial, ubicación de equipo, reubicación de casas, etc.                                          En el mes de diciembre del mismo año, partieron de las costas inglesas tres barcos conteniendo materiales y rieles. Supuestamente en 1869, en Francia, las casas parisinas: Dreyfus, Scheyer y Company, entregaron el resto del dinero prestado por el gobierno de Honduras. Aunque, de todo ese dinero, las arcas gubernamentales solo recibieron únicamente 300,000 Libras esterlinas, ya que los banqueros europeos vieron factible la forma de cobrar los intereses de buen pagador, de igual forma otro dinero se destinó a la paga de los representantes diplomáticos.  
Al final de todo, el territorio nacional se vio sumergido en una guerra civil y con únicamente un tramo del ferrocarril construido y en enero de 1870, el ministro de Relaciones Exteriores en funciones señor Francisco Alvarado había informado que el tramo estaría concluido para noviembre del año en curso, pero no contaba con la construcción de un puente sobre la laguna y así unir el muelle con el tramo, lo que retraso la entrega que no sería efectiva hasta el 16 de abril de 1870. Seguidamente el 20 de julio, el estadounidense James C. Madeley, rindió un informe del avance de las obras y mencionó que se habían limpiado cuarenta y cinco millas de bosque para el tramo, la conclusión del puente de Choloma y el puente del Río Blanco que concluyó el 23 de julio; asimismo que se han colocado ocho millas de rieles y en los cuales ya transita una pequeña locomotora manual, existen cortados alrededor de veintinueve mil durmientes y de que atracarían en el puerto dos barcos que transportaban dos locomotoras y material para el puente de hierro que se construía sobre el Río Chamelecón y para el tramo que cruzaría San Pedro Sula. 
El 30 de julio de 1870 el ingeniero James Bryson informa al gobierno del presidente José María Medina, que han desembarcado las dos locomotoras y que estaban listas para ser montadas a los rieles y ponerse a prueba, a estas se les denominó “Medina”. En el mismo mes y año, en San Pedro Sula circulaba la locomotora “Medina” junto con un carro de “primera clase” y de otros vagones, para diciembre de 1870 las locomotoras (tres en total) trabajaban a pleno vapor abarcando Puerto Cortés, San Pedro Sula, Potrerillos y Villa Medina.
En el presente cuadro se desglosan los empréstitos entregados a los representantes de Honduras en Inglaterra y Francia, y la cantidad que recibió el gobierno para la construcción del ferrocarril.
| Empréstitos entregados                                                          | Cantidad recibida en Honduras |
| Primer empréstito de Inglaterra, 26/oct/1867 fue de 1.000,000 Libras Esterlinas | 100,000 Libras Esterlinas     |
| Segundo empréstito de Francia, 1869 fue de 19,583.000 Francos                   | 4,481,392,00 Francos          |
| Tercer empréstito de Inglaterra, 16/jul/1870 fue de 2,500.000 Libras Esterlinas | no hay datos                  |

### Escándalo de la deuda

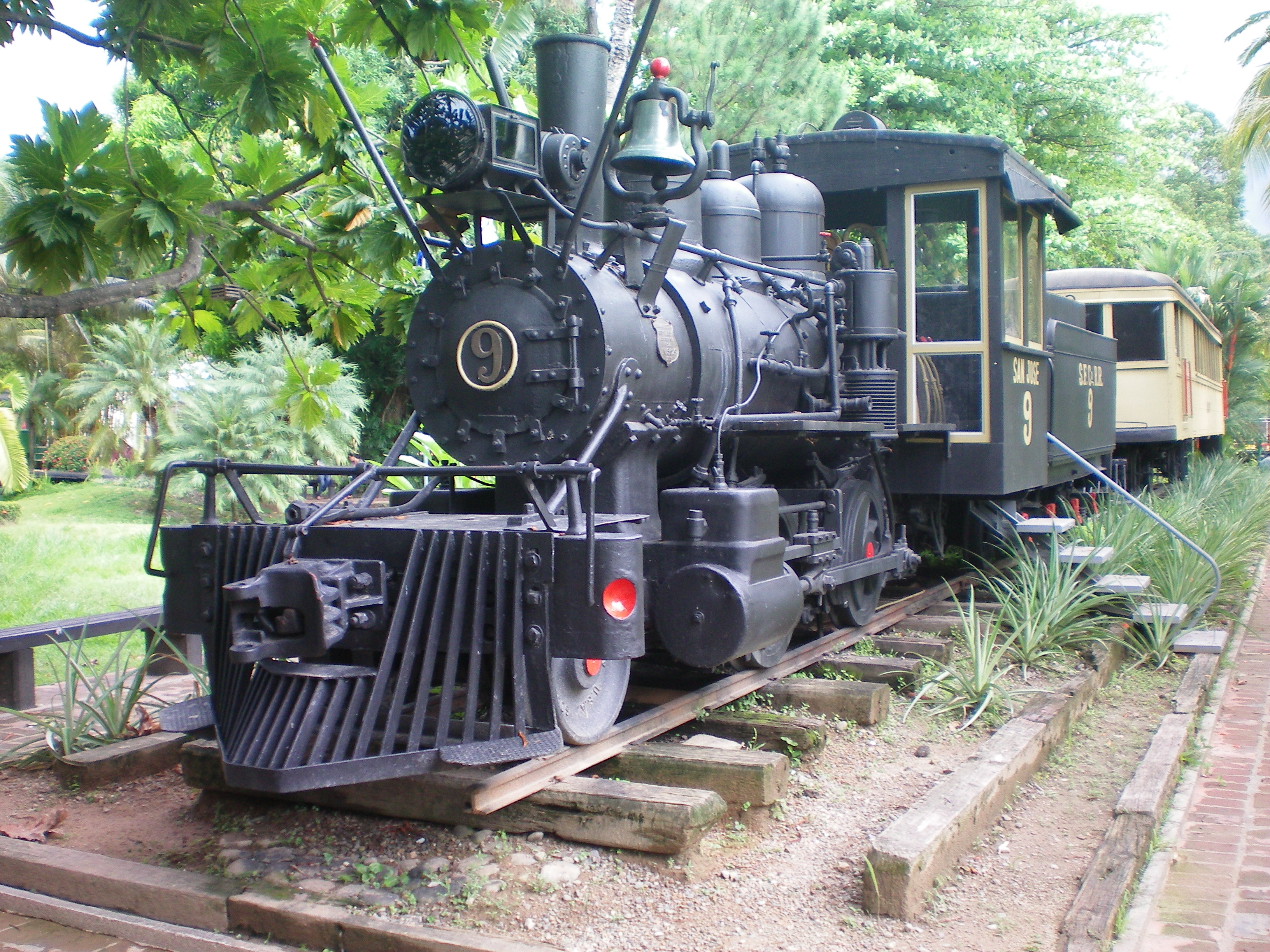
Una de las primeras locomotoras de vapor del Ferrocarril Nacional, expuesta en el parque Swinford en La Ceiba, Honduras.

Bajo la presidencia siempre del Capitán general José María Medina, se dio por decreto la creación y circulación de una nueva moneda oficial en Honduras, el Peso hondureño de material de níquel debido a su baja estima dentro del mercado económico, esta fue devaluada y los acreedores de las casas prestatarias tanto de Francia que al principio estaban de acuerdo, se tornó en su contra ya que el gobierno de Honduras no podía pagar. El contador inglés Robert Watts en una reunión sugirió el 3 de agosto de 1875 proteger los bonos ingleses y garantizar el pago de la deuda y sus intereses; para ello, se debía vender o alquilar el territorio hondureño, a su más probable comprador los Estados Unidos de América y así los acreedores bancarios resarcieran su inversión.
Esto llegó a los Tribunales de Justicia de Francia, donde los magistrados condenarían en una sentencia a la Casa Dreyfus por el delito de Manejo Indebido de Empréstitos. Honduras estaba gobernada por el Doctor Marco Aurelio Soto quien el 8 de noviembre de 1876 decidió suprimir la legación de Londres a cargo de Gutiérrez, al igual que la de París en manos de Víctor Herrán; para ello la herencia de esta deuda también la llevarían sus sucesores y el Ferrocarril funcionaba normalmente pese a únicamente contar con 100 kilómetros. En 1878 el presidente Soto facultó al general Luis Bográn para que viajara a Europa a recabar la información necesaria y efectuar una exhaustiva investigación y afrontar las responsabilidades por todas las especulaciones realizadas con los fondos derivados de los empréstitos contratados, lo que condujo que al año siguiente se emitió un decreto llamando a cuentas a los responsables de tales empréstitos.
El Decreto establecía como procedimiento la integración de un comité especial, de manera que en el mes de agosto del mismo año se nombró a los señores doctores Adolfo Zúñiga, Carlos Ernesto Bernhard y Miguel A. Lardizabal, Licenciado Policarpo Bonilla y don Julio Lozano, en calidad de secretario. Sin embargo, los señores Herrán y Gutiérrez no acudieron a rendir declaraciones y la investigación quedó estancada.

### «República bananera»

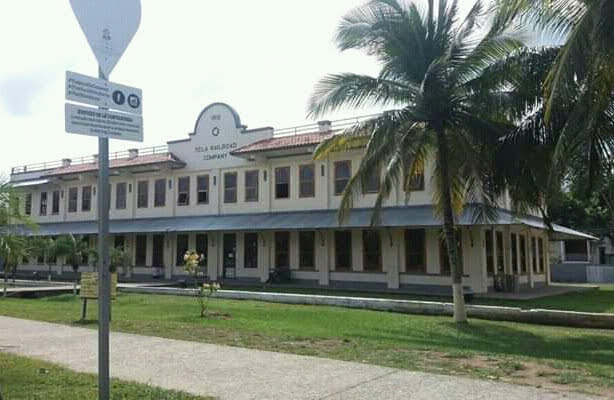
Edificio de la Tela railroad company, hoy en día posee un museo en sus instalaciones.

A partir del siglo XX, The Vaccaro Brother Company o "Los Hermanos Vaccaro", era una familia de origen italiano que comerciaban banano en Nueva Orleans. Esta empresa recibió concesiones de tierras en la costa norte de Honduras. A cambio, los concesionarios debían construir líneas de ferrocarriles en un área extensa. Las tierras eran concedidas según el número de kilómetros de ferrocarril que cada compañía construyera, estableciéndose, por ejemplo, 250 hectáreas por cada kilómetro de vía férrea. La empresa The Vaccaro Brother Company, como lo hicieron más tarde otros concesionarios en la costa norte, aprovechó los privilegios que le otorgaban las concesiones para exportar banano desde la ciudad puerto de La Ceiba.

Los 785 km de vías férreas fueron construidos originalmente por las compañías bananeras y consisten en dos sistemas separados con diferentes entrevías. El sistema más grande, con casi 600 kilómetros de vía, fue construido por la Standard Fruit Company. Seguidamente se dispuso solicitar un empréstito entre el gobierno y la Compañía Agrícola de Sula por la cantidad de Un millón de dólares (US$ 1 millón) para reparar, construir nuevos tramos y adquiere nuevos equipos, debido a esto la compañía Cuyamel Fruit Company subsidiaria de la Tela Railroad Company saldría beneficiada al aceptar un traspaso que le hiciera la Compañía Agrícola de Sula y así mediante Decreto Gubernamental n.º 4 de fecha 17 de abril de 1920, la Cuyamel Fruit Co. pasaría a administrar al Ferrocarril Nacional, que volvería a ser del gobierno a partir de 1983. 
Previamente el 24 de febrero de 1920, el gobierno hondureño confiere una concesión para la Construcción y mantenimiento y explotación del ferrocarril en el Departamento de Colón, entre el mismo y la empresa que representa el señor William N. Zuber en favor de Carmelo D´Antoni y publicado en La Gaceta n.º 5318.

### La empresa férrea

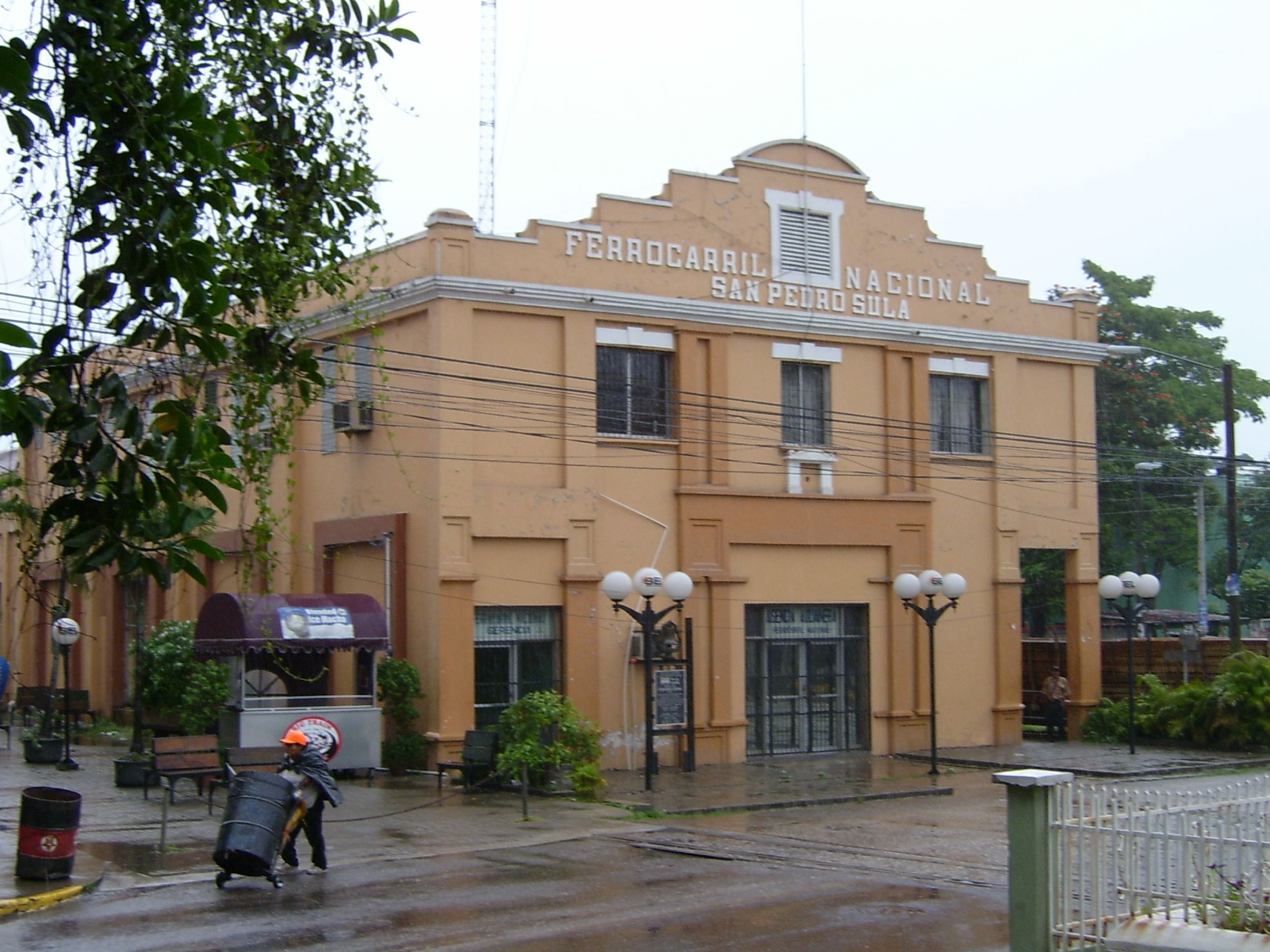
La estación de San Pedro Sula, fue la principal central del Ferrocarril Nacional en San Pedro Sula a inicios del.

#### 1870-1952

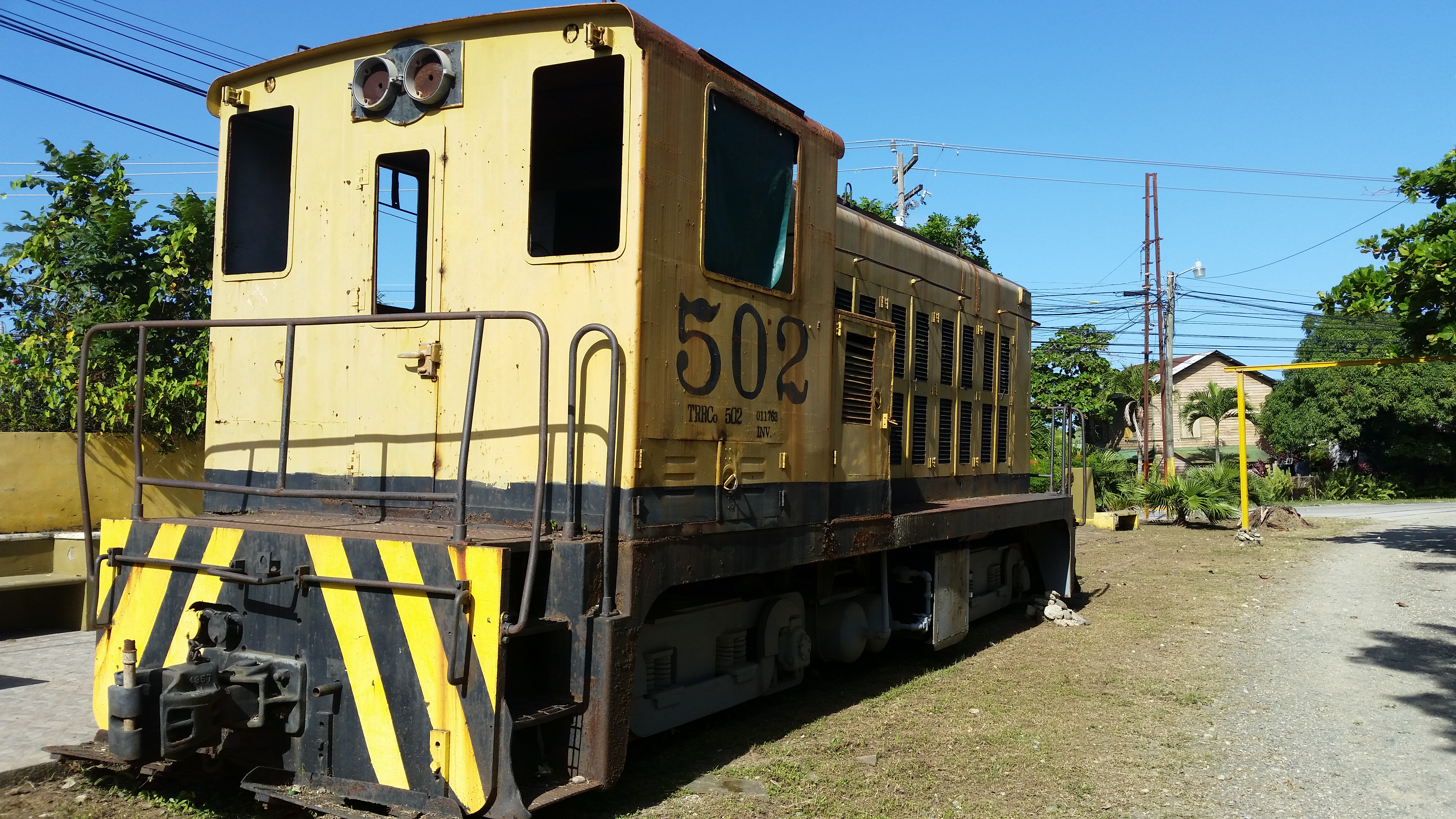
Vieja locomotora que trabajaba para las empresas bananeras en Puerto Cortes.

A inicios de su fundación en el siglo XIX, el ferrocarril nacional estuvo equipado con 30 locomotoras de vapor, más de 600 carros para transportar bananos y otros fletes, 22 carros para transportar pasajeros, 13 carros tanque para transportar petróleo y melaza, 59 balasteros y 45 otocarros. Para 1930 el gobierno había adquirido más de trece nuevas locomotoras de vapor, 16 vagones, 3 carros de primera clase, 2 carros de segunda clase, 3 carros de equipaje, 2 cabuses, 2 carros tanque, 61 carros de transporte de banano, 12 plataformas, 1 nuevo tranvía urbano, 2 carros para transportar hielo, 1 martinete, 39 carros para transportar caña y 2 campamentos. A principios de los años sesenta todas las locomotoras de vapor fueron cambiados por máquinas diésel eléctricas quedando pocas máquinas de vapor solo para transporte de pasajero.

#### 1952-1990
En 1952 empezó a parar gradualmente el incremento significativo de la dotación de equipo rodante en ninguna de las empresas ferroviarias por parte del gobierno hondureño más haya de ayuda al mantenimiento de las máquinas, por ello el ferrocarril nacional terminó siendo financiado casi en su totalidad por el sector privado, el cual logró que se mantuviese en buena forma dando un servicio de transporte público eficiente hasta los años 90, comprando nuevas máquinas como cambiar las locomotoras de vapor a diésel y la adquisición de más ferrobuses que hacían viajes desde Puerto Cortes, pasando por San Pedro Sula y Tela, uno siendo de la marca japonesa Nippon Sharyo modelo 1967 el cual opero hasta los años 2000. 
También se fueron introduciendo más locomotoras eléctricas y a diésel para el transporte de banano. Esta financiación significativa y compra de nuevas locomotoras significo algo terminó a inicios de la década del 2000 ya que para finales de los años 90 el transporte ferroviario mostraba cierta decadencia debido a la mala administración gubernamental y la privatización de empresas. La vía férrea nacional principal partía desde Puerto Cortés, cruzaba el Valle de Sula y terminaba en Potrerillos, siendo una distancia aproximada de 95 kilómetros y 10 estaciones. Con ramales hacía la localidad de El Progreso, La Lima, puerto de Tela, La Ceiba, y Trujillo, siendo una de las líneas de ferrocarril más largas y más modernas de Centroamérica en su época. En el año 2004, fueron cancelados los trenes para pasajeros, quedando únicamente para transportar cargas hasta que en 2010 se reactivo el tren de pasajeros en la ciudad de San Pedro Sula donde operan dos locomotoras. En cuero y salado se encuentra otra línea turística, la cual es frecuentada por turista a nivel nacional.

#### 1990-Actualidad

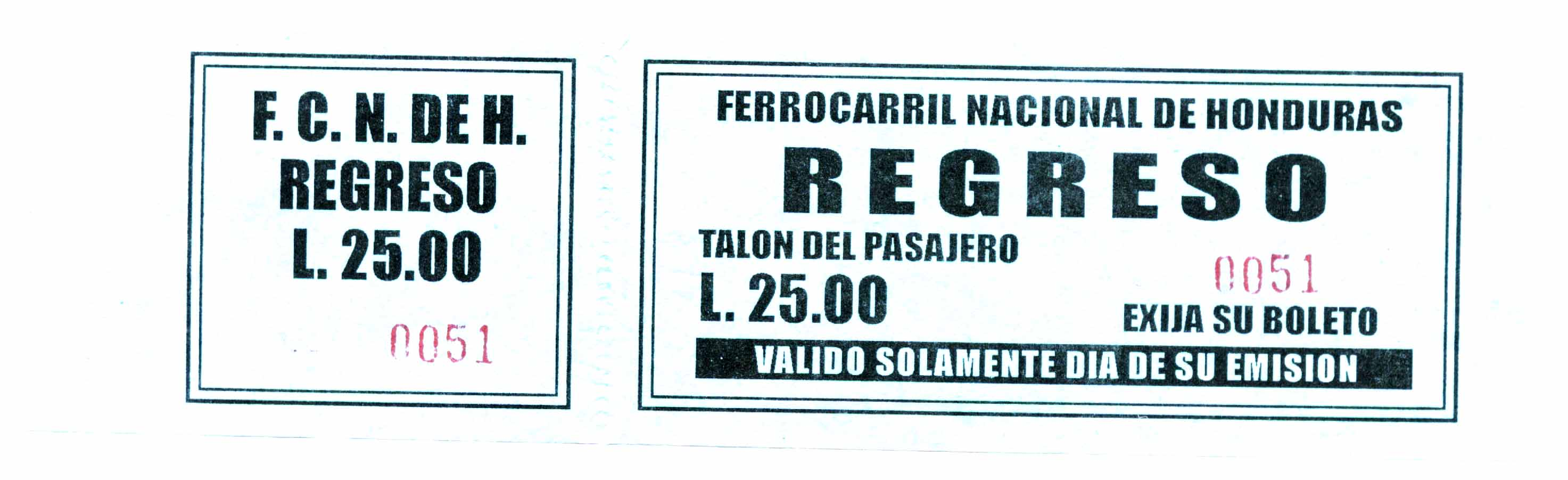
Ticket de viaje del Ferrocarril Nacional de Honduras, en 2004.

El Ferrocarril Nacional logró sobrevivir a los años 90 aun brindando servicios de transporte público aunque esto terminaría en 2006 para ser reactivado en 2011. La empresa actualmente es una empresa con suma desventaja y enclaustrada en el olvido por las administraciones gubernamentales, debido a los recortes económicos, el descuido de su maquinaría al no poder adquirir nuevas locomotoras y otra poderosa razón que afecta mucho a su funcionamiento normal, es el robo y venta ilegal de rieles.
Sin embargo en la ciudad de San Pedro Sula se han llegado a restaurar un par de locomotoras diésel que aun transitan la ciudad, dicha restauración de las máquinas se logró  gracias al apoyo de la alcaldía de la ciudad. En 2023 se logró rehabilitar la línea férrea que pasa por el Parque Cuero y Salado en La Ceiba.
| Línea | Nombre estación                       | Destino        | Distancia en km |
| ----- | ------------------------------------- | -------------- | --------------- |
| 1     | Puerto Cortés                         | San Pedro Sula | 0               |
| 1     | La Laguna                             | San Pedro Sula | 3               |
| 1     | Chameleconcito                        | San Pedro Sula | 13              |
| 1     | Campana                               | San Pedro Sula | 17              |
| 1     | Baracoa/Empalme Línea 2               | San Pedro Sula | 20,5            |
| 1     | Baracoa                               | San Pedro Sula | 21,2            |
| 1     | Río Blanquito                         | San Pedro Sula | 28,5            |
| 1     | Río Bijao                             | San Pedro Sula | 32,5            |
| 1     | Choloma                               | San Pedro Sula | 43,5            |
| 1     | Río Blanco                            | San Pedro Sula | 55              |
| 1     | San Pedro Sula                        | San Pedro Sula | 60              |
| 1     | San Pedro Sula/Estación Metropolitana | San Pedro Sula | 63              |
| 1     | Chamelecón                            | Potrerillos    | 69              |
| 1     | Búfalo                                | Potrerillos    | 73              |
| 1     | Villanueva                            | Potrerillos    | 83              |
| 1     | Pimienta                              | Potrerillos    | 90              |
| 1     | Potrerillos                           | Potrerillos    | 95              |

| Línea | Nombre estación        | Destino         | Distancia en km |
| ----- | ---------------------- | --------------- | --------------- |
| 2     | Baracoa/Empalme Línea1 | Tela (Honduras) | 0               |
| 2     | Baracoa                | Tela (Honduras) | 6               |
| 2     | La Junta               | Tela (Honduras) | 10              |
| 2     | Dora                   | Tela (Honduras) | 12              |
| 2     | Toloa Creek            | Tela (Honduras) | 12,5            |
| 2     | Toloa/ Empalme         | Tela (Honduras) | 23              |
| 2     | Finca Turn Bull        | Tela (Honduras) |                 |
| 2     | Villafranca            | Tela (Honduras) |                 |
| 2     | La Unión               | Tela (Honduras) |                 |
| 2     | La Fortuna (Honduras)  | Tela (Honduras) |                 |
| 2     | Agua Blanca            | Tela (Honduras) |                 |
| 2     | Uluita                 | Tela (Honduras) |                 |
| 2     | “Kilómetro No. 15”     | Tela (Honduras) | 41              |
| 2     | “Kilómetro No. 13”     | Tela (Honduras) | 45              |
| 2     | “Kilómetro 10”         | Tela (Honduras) | 48              |
| 2     | Puerto Arturo          | Tela (Honduras) | 50              |
| 2     | Las Brisas             | Tela (Honduras) |                 |
| 2     | Tela nueva             | Tela (Honduras) | 57              |
| 2     | Tela vieja             | Tela (Honduras) | 58              |

| Línea | Nombre estación             | Destino         | Distancia en km |
| ----- | --------------------------- | --------------- | --------------- |
| 1A    | La Ceiba                    | Tela (Honduras) | 0               |
| 1A    | Parada 1                    | Tela (Honduras) | 0,5             |
| 1A    | Parada 2                    | Tela (Honduras) | 1               |
| 1A    | Parada 3                    | Tela (Honduras) | 2               |
| 1A    | La Ceiba (Barrio Occidente) | Tela (Honduras) | 3               |
| 1A    | Estación de Tela            | Tela (Honduras) | 104             |

## Proyecto de ferrocarril interoceánico
Los gobiernos de Honduras y la república popular China proyectan construir un puerto naval en la isla del Tigre en el Municipio de Amapala que sería el principal en descarga y carga de mercancías, que serán conducidas por una nueva línea férrea, que cruzaría los departamentos de Valle, El Paraíso, Olancho y Colón, hasta la costa norte, evitando así a los navíos cruzar el Canal de Panamá; dicho proyecto abonaría buenos ingresos económicos al país y sería forjador de nuevos empleos, el Ferrocarril Nacional de Honduras actualmente es administrado por el Gerente estatal señor Julio César Fuentes, quien se ha enfrentado con la dura realidad de mantener este servicio ferroviario a flote que sobrevive únicamente por financiación privada y el turismo. En 2023 se volvió a retomar los avances en la construcción del ferrocarril interoceanico, varias de las naciones que muestran interés en particpar en dicho proyecto son son, Italia, España, Japón, Corea del Sur, Catar, y los Estados Unidos.